# Козегловы (гмина)
Козегловы (пол. Koziegłowy) — городско-сельская гмина (волость) в Польше, входит как административная единица в Мышкувский повет, Силезское воеводство. Население — 14 456 человек (на 2004 год).

## Демография
| Перепись                       | Всего   | Всего | Женщины | Женщины | Мужчины | Мужчины |
| ------------------------------ | ------- | ----- | ------- | ------- | ------- | ------- |
| Единицы                        | человек | %     | человек | %       | человек | %       |
| Население                      | 14 456  | 100   | 7389    | 51,1    | 7067    | 48,9    |
| Плотность населения (чел./км²) | 90,8    | 90,8  | 46,4    | 46,4    | 44,4    | 44,4    |

## Сельские округа
1. Цынкув
2. Гняздув
3. Глиняна-Гура
4. Коцлин
5. Козеглувки
6. Крусин
7. Льгота-Гурна
8. Льгота-Мокшеш
9. Льгота-Надварце
10. Марковице
11. Милость
12. Мыслув
13. Мзыки
14. Нова-Кузница
15. Очко
16. Осек
17. Пиньчице
18. Постемп
19. Пусткове-Льгоцке
20. Росохач
21. Женишув
22. Седлец-Дужы
23. Стара-Хута
24. Виновно
25. Войславице
26. Забияк

## Соседние гмины
1. Гмина Каменица-Польска
2. Мышкув
3. Гмина Ожаровице
4. Гмина Порай
5. Гмина Севеж
6. Гмина Возники